# Нур Инайят Хан
Нур-ун-Ниса Инайят Хан (англ. Noor-un-Nisa Inayat Khan; 1 января 1914, Москва — 13 сентября 1944, концлагерь Дахау) — индийская принцесса, британская разведчица-радистка.

## Биография

### Ранние годы
Нур Инайят Хан родилась 1 января 1914 года в Москве. Отец — индийский учитель-суфий Хазрат Инайят Хан происходил из княжеской индийской мусульманской семьи. Мать — белая американка Ора Рей Бейкер (1892—1949) из Альбукерке, которую Хазрат встретил, путешествуя по Америке. Выйдя за него замуж, Ора взяла себе новое имя Амина Бегум. Нур была их старшей дочерью. В конце мая 1914 года, Хазрат Инайят Хан вместе с семьёй и братьями покинул Россию и направился в Париж, на Международный Музыкальный Конгресс, где он должен был представлять индийскую музыку. Здесь их застала Первая мировая война. Вскоре Нур была увезена родителями из Парижа в Лондон (Блумсбери). В 1920 году семья поселилась в пригороде Парижа Сюрен, где одним из почитателей суфизма им был подарен дом. Здесь Нур Инайят Хан получила школьное и университетское образование в Сорбонне (детская психология), а кроме того, специальное музыкальное образование (арфа, фортепиано, старинные инструменты Индии) в Парижской консерватории.
В 1926 году Хазрат Инайят Хан вернулся в Индию и в 1927 году умер. Был похоронен в Дели, в квартале Хазрат Низамуддин. Когда Нур потеряла отца, на её плечи легла забота о семье, поскольку мать из-за смерти мужа, на нервной почве, перестала заниматься домашними обязанностями.
В 25 лет Нур публикует свой первый сборник сказок для детей, будучи постоянным автором детских журналов и передач на французском радио, а затем сборник «20 джатак — рассказов о прошлых жизнях Будды», ставший известным в Западной Европе и переведённый на английский и немецкий языки.
После начала Второй мировой войны, когда Франция была захвачена немецкими войсками, семья бежала в Бордо, а оттуда по морю, 22 июня 1940 года прибыла в английский Фалмут.

### Годы войны
Нур была завербована британским Управлением специальных операций. 19 ноября 1940 года её принимают на обучение в специальное английское разведывательное подразделение WAAF, где она проходит курс военного радиста. В ходе обучения и повышения квалификации она получила кличку «Нора Бейкер» (по девичьей фамилии матери). Хотя Нур по своему характеру не была в полной мере пригодна для разведывательной деятельности, но в силу прекрасного знания французского языка, умелой работы на переносной радиостанции и острой нехватки опытных агентов, она была десантирована 17 июня 1943 года на оккупированную нацистами территорию Франции, откуда вела бесперебойную связь с компетентными органами английской разведки, даже несмотря на провалы окружавших её разведчиков и шедшее по пятам гестапо. Из радистов, сброшенных во Францию, дольше неё никто не смог продержаться нераскрытым, и долгое время она была единственным источником развединформации из Франции.
В 1943 году неизвестное лицо выдало Нур немецкой контрразведке.

### Тюремное заключение и смерть
13 октября 1943 года Нур была арестована и допрошена в штаб-квартире немецкой контрразведки (авеню Фош, 84) в Париже. На допросах Нур вела себя смело, дважды пыталась бежать и не выдавала шифровальные коды. Однако, не будучи прирожденной разведчицей, она периодически допускала нарушения дисциплины и режима секретности. Так, в комнате, где её задержали, была обнаружена тетрадь с зашифрованными и дешифрованными сообщениями, другую секретную информацию следователи вытянули через подставную фигуру якобы постороннего переводчика. Во время воздушного налёта на Париж 25 ноября 1943 года Нур бежала из места заключения по крышам домов, но была настигнута погоней. После отказа подписать документ о том, что она больше не повторит подобного, её депортировали 27 ноября в немецкий Пфорцхайм и поместили в одиночную камеру. Девять месяцев её содержали в наручниках и пытались склонить к сотрудничеству, но Нур оставалась непреклонной.
11 сентября 1944 года разведчица была перевезена в концлагерь Дахау. Перед казнью Нур была жестоко избита офицером Вильгельмом Руппертом. Утром 13 сентября на 31-м году жизни она была убита выстрелом в затылок и сразу же отправлена на сожжение.
В центре Лондона установлен бронзовый бюст Нур Инайят Хан. На торжественной церемонии открытия 8 ноября 2012 года присутствовала английская принцесса Анна.

## Награды
- Георгиевский крест (Великобритания)
- Военный крест (Франция)